# Clara Andersen
Clara Elisabeth Andersen, född 13 maj 1826 i Köpenhamn, död 28 augusti 1895, var en dansk författare, dramatiker och översättare. Hon var en av Danmarks mest framgångsrika dramatiker under 1800-talet.
Clara Andersen var dotter till Caspar Heinrich Bernhard Andersen (1790–1832), musiker i Det Kgl. Kapel, och skådespelerskan Birgitte Andersen, född Olsen (1791–1875). Hon började skriva dramatik från tidig ålder och skickade 1848 pjäsen En Evadatter till författaren Henrik Hertz, som uppmuntrade henne att fortsätta skriva. Med hjälp av skådespelaren Frederik Høedt fick hon den uppförd på Hofteatret 1855–1856 med honom som huvudrollsinnehavare. Det var vid den tidpunkten den enda pjäsen skriven av en kvinna som uppfördes på teatern. Pjäsen fick övervägande positiv kritik av landets teaterrecensenter och var en succé. Hennes mest kända pjäs var dock Rosa og Rosita från 1862 och som uppfördes på Det Kongelige Teater med stor framgång. Den uppfördes på teatrar runt om i Danmark samt även i Wien, Berlin, Breslau och Kristiania.
Hon skev även novellsamlingen Noveller (1855) och romanen Kastaniebaandet (1861), båda under pseudonymen Paul Winther.
Hon översatte även pjäser av Louis Benoît Picard, Joseph Bernard Rosier och Alexandre Dumas till danska.